# Воробьёва, Ольга Анисимовна
Ольга Анисимовна Воробьёва (19 декабря 1902  [1 января 1903], Российская империя — 14 февраля 1974) — советский учёный-геолог, петрограф, доктор геолого-минералогических наук, специалист по щелочным горным породам.

## Биография
Родилась 19 декабря 1902 (1 января 1903).[где?]
Окончила Ленинградский политехнический институт в 1930 году.
С 1930 года научный сотрудник Петрографического института, где проработала всю жизнь. Участница экспедиции А. Е. Ферсмана в Хибинских, Ловозерских, Мончеи Волчьих тундрах (Кольский полуостров). Учёный секретарь первого Заполярного научного центра — Хибинской горной научной станции («Тиэтта»).
В 1937 году без защиты диссертации присвоена учёная степень кандидата геолого-минералогических наук — за работы по петрографии и минералогии Кольского полуострова.
В 1943 году защитила докторскую диссертацию по щелочным породам Заполярья.
В 1947 году присуждена Премия имени С. М. Кирова Академии Наук СССР — за минералого-петрографические исследования щелочных массивов Кольского полуострова.
С 1958 по 1962 гг. исполняла обязанности депутата Кировского районного Совета города Москвы.
Была экспертом-рецензентом ВАК, ГКЗ, Комитета по Ленинским премиям.
В 1960-е годы изучала закономерности распространения титано-магнетитовых руд качканарского типа на Среднем и Северном Урале. Соавтор монографии «Габбро-пироксенит-дунитовый пояс Северного Урала», вышедшей в 1962 году.
Её ученицами были учёные-геологи Р. М. Яшина, В. А. Кононова, Е. В. Свешникова, Е. Д. Андреева.
Скоропостижно умерла 14 февраля 1974 года.[где?] Похоронена на Введенском кладбище (1 участок).

## Награды и премии
- 1972 — Заслуженный деятель науки РСФСР.

## Память
В память о ней в 1979 году комиссией по новым минералам и названиям Всесоюзного минералогического общества новому минералу было присвоено название «ольгит».

## Основные публикации
Автор научных публикаций по петрографии, среди них:
- Хибинские полевые шпаты, 1937.
- К генезису лопаритовых месторождений Ловозерских тундр, 1938.
- О первичной полосатости Ловозерского щелочного массива, 1940.
- Ловозерский щелочной массив (Петрохимическая характеристика в связи с месторождением ниобия), 1943.
- Ловозерские месторождения лопаритов, 1948.
- Главные типы нефелиновых щелочных пород, их возраст и особенности минерализации, 1960.
- Щелочные породы СССР, 1960.
- Платиноносный пояс Урала и вопросы его происхождения, 1961.
- Габбро-пироксенит-дунитовый пояс Среднего Урала, 1962.
- Щелочные породы Сибири (вводная статья и редактирование), 1962.
- Проблема происхождения щелочных пород и карбонатитов, 1963.
- Генетические особенности минерализации щелочных пород, 1964.
- Главные типы магматических и метаморфических пород, концентрирующих апатитовое оруденение, 1965.